# Mecodema allani
Mecodema allani es una especie de escarabajo del género Mecodema, familia Carabidae. Fue descrita científicamente por Fairburn en 1945.
Esta especie se encuentra en Nueva Zelanda.